# МартініПлаза
МартініПлаза (колишня назва Мартініхол Гронінген) крита арена, що розташована в місті Гронінген, Нідерланди. Використовується як виставковий комплекс, концертний зал та спортивна арена. Домашня арена баскетбольного клубу Донар. Вміщує 4350 глядачів.

## Rjywthnb
| Дата              | Виконавець        | Тур                                   |
| ----------------- | ----------------- | ------------------------------------- |
| 19 серпня 1972    | Wings             | Wings Over Europe Tour                |
| 10 квітня 1975    | Genesis           | The Lamb Lies Down on Broadway Tour   |
| 18 березня 1995   | Боб Ділан         | Never Ending Tour 1995                |
| 10 грудня 1996    | Backstreet Boys   | Backstreet Boys: Live in Concert Tour |
| 25 листопада 2018 | Within Temptation | The Resist Tour                       |

## Спортивні події
| Дата               | Змагання                                   | Вид спорту |
| ------------------ | ------------------------------------------ | ---------- |
| 27–31 грудня 2012  | Groninger Basketball Week                  | Баскетбол  |
| 13–15 вересня 2013 | Кубок Девіса 2013. Плей-офф Світової Групи | Теніс      |
| 26 березня 2017    | NBB Cup 2016-2017 Фінал                    | Баскетбол  |
| 25 березня 2018    | NBB Cup 2017-2018 Фінал                    | Баскетбол  |
| 20-29 січня 2022   | Чемпіонат Європи з футзалу 2022            | Футзал     |

1. ↑  Contact. Donar.nl. Архів оригіналу за 14 травня 2020. Процитовано 23 квітня 2020.
2. ↑  Deelnemersveld Groninger Basketball Week rond. AD.nl. 29 листопада 2012. Архів оригіналу за 26 січня 2022. Процитовано 29 квітня 2020.